# Young Man in America
Young Man in America è il quinto album della cantautrice Anaïs Mitchell pubblicato nel 2012 per la Wilderland Records.
A differenza del precedente album Hadestown, opera folk in cui si è servita di molti collaboratori, in questo album la cantautrice, compositrice di tutti i brani, ritorna ad una ricerca introspettiva di sé. Tra i brani The Shepherd è dedicata al padre ispirandosi nel titolo al novella The Soul of Lambs da lui pubblicata negli anni settanta.

## Tracce
Tutti i brani sono stati scritti da Anaïs Mitchell
1. Wilderland – 3:08
2. Young Man in America – 5:31
3. Coming Down – 3:06
4. Dyin' Day – 3:07
5. Venus – 2:21
6. He Did – 4:05
7. Annmarie – 4:11
8. Tailor – 3:46
9. Shepherd – 5:33
10. You Are Forgiven – 4:14
11. Ships – 6:25